# Toma Baic
Toma Baic (n. 1887, Strei – d. 1971, Strei) a fost un deputat în Marea Adunare Națională de la Alba Iulia, organismul legislativ reprezentativ al „tuturor românilor din Transilvania, Banat și Țara Ungurească”, cel care a adoptat hotărârea privind Unirea Transilvaniei cu România, la 1 decembrie 1918.

## Biografie
Toma Baic a fost la origini plugar, a participat la Primul Război Mondial, după care devine primar al satului său natal.

## Activitatea politică
Primar al satului Strei